# Microcordyla asteriae
Microcordyla asteriae är en svampdjursart som beskrevs av Zirpolo 1927. Microcordyla asteriae ingår i släktet Microcordyla och familjen Stylocordylidae.
Artens utbredningsområde är havet utanför Italien. Inga underarter finns listade i Catalogue of Life.